# Olaf Skötkonung
Olaf Skötkonung (ur. ok. 980, zm. najprawdopodobniej zimą 1021/1022) – król Szwecji w latach 995–1021, pierwszy chrześcijański władca tego kraju. Był synem szwedzkiego króla Eryka Zwycięskiego i Sygrydy Storrådy, córki szwedzkiego wodza Skagula Tostea lub polskiego księcia Mieszka I (tożsamej z Gunhildą, znaną pod hipotetycznym imieniem Świętosława).

## Życiorys
Olaf został szwedzkim królem w 995. Był pierwszym królem, który z pewnością rządził zarówno Szwecją, jak i prowincją Gotlandią (kraj Gotów). Przy tym trzeba zwrócić uwagę na to, iż Szwedzi do tego czasu nie byli jednorodnym państwem. Mimo to badania wskazują, że na początku epoki wikingów królestwo Szwecji istniało już za panowania królów z Uppsali. Niektórzy historycy uważają jednak już jego ojca za króla zjednoczonych szwedzkich ziem.
Pod rządami Olafa Skötkonunga zaczęto po raz pierwszy bić monetę w Sigtunie, wprowadzono też pierwsze podatki w historii Szwecji. Na początku jego rządów zawarto sojusz z duńskim królem Swenem Widłobrodym, przypieczętowany małżeństwem owdowiałej matki ze Swenem w roku 996. Wkrótce sojusznicy stoczyli wspólną bitwę pod Svold przeciwko norweskiemu królowi Olafowi I. Po zwycięskiej bitwie podzielili się obaj Norwegią, przy czym Olaf otrzymał regiony Bohuslän i Trøndelag.
Legenda opowiada o chrzcie Olafa w 1008 w Husaby przez angielskiego biskupa Zygfryda. Inne źródła wymieniają w zamian misjonarza Bernharda, który to miał ochrzcić Olafa. Chrzest króla był wynikiem jego zbliżenia z chrześcijańską już wówczas Danią. Król założył pierwsze biskupstwo w Skarze, podporządkowane arcybiskupstwu w Hamburgu-Bremie. Jego przejście na chrześcijaństwo spotkało się z oporem pogańskiej ludności, zwłaszcza ośrodka pogańskiego w Uppsali. By przełamać wpływy pogańskie Olaf ufundował w Sigtunie jeden z pierwszych kościołów, który stał się później katedrą. Mimo tego wpływy chrześcijaństwa w tym czasie nie objęły całej Szwecji. Według legendy sam król zginął zimą 1021/1022 roku w Uppsali, gdy odmówił złożenia pogańskiej ofiary. Jego męczeńska śmierć była powodem uznania go przez Kościół katolicki za świętego. Po śmierci Olafa na króla obrano jego syna Anunda Jakuba, który był również jak ojciec chrześcijaninem.
Godnym uwagi jest to, iż członkowie szwedzkiego rodu królewskiego są już w tym czasie godnymi kandydatami na zawarcie małżeństwa lub ożenienia się z innymi przedstawicielami europejskiej arystokracji, np. córka Olafa Ingegerda szwedzka została żoną wielkiego księcia kijowskiego Jarosława Mądrego.
Olaf poślubił Astrydę, księżniczkę obodrzycką, z którą miał:
- Anunda Jakuba, króla Szwecji od 1021/1022 do 1050
- Ingegerdę szwedzką, od 1019 żonę księcia ruskiego Jarosława I Mądrego

Potomstwo z nieślubnego związku z Edlą:
- Astryda Olofsdotter
- Emund